# Godła wielkich jednostek Polskich Sił Zbrojnych
Godła wielkich jednostek w Polskich Sił Zbrojnych  – opis oznak wielkich jednostek Polskich Sił Zbrojnych.
Godła wielkich jednostek opracowano pierwotnie dla znakowania sprzętu motorowego. W Wojsku Polskim we Francji przed wyruszeniem na front "pierwszego rzutu" 10 Brygady Kawalerii, oznakowano samorzutnie sprzęt 1 batalionu czerwonym "maczkiem". Był to wyraz popularności generała Stanisława Maczka wśród żołnierzy brygady.
W PSZ w Wielkiej Brytanii, za przykładem brytyjskim, przyjęto zasadę znakowania godłem pojazdów, drogowskazów, tablic dowództw oraz noszenia godła na lewym rękawie kurtki i płaszcza sukiennego. Godła na rękawie były haftowane maszynowo kolorowymi nićmi na podkładzie sukna, zazwyczaj koloru ochronnego. Obowiązywały one wszystkich żołnierzy należących do dowództw, wojsk i służb. Na wszystkich typach ubioru, z wyjątkiem płaszczy od deszczu i munduru marynarskiego obowiązywały też naszywki Poland. Na sprzęcie odpowiednikiem jej był tablica PL.
Na sprzęcie godła malowano na przednim lewym błotniku lub z lewej strony pojazdu.

## Opis poszczególnych oznak
| Grafika | Opis oznaki |
| ------- | --- |
|         | Naszywka Poland Naszywka długości około sześć do ośmiu centymetrów w kształcie łuku z czerwonego sukna, z napisem haftowanym białym jedwabiem lub srebrną nicią, naszywana była na obu rękawach bluzy, kurtki i płaszcza, w odległości półtora centymetra od wszycia naramienników. W Polskich Siłach Powietrznych naszywka była w kolorze munduru, a napis wykonany błękitnym jedwabiem. |
|         | Dowództwo I Korpusu Polskiego Biały orzeł na karmazynowej tarczy, umieszczonej na tle pionowo ułożonych flag: brytyjskiej i polskiej; na białej polskiej strefie czarny rzymski numer I; podkład godła khaki. Odznaka ma kształt prostokąta o wymiarach 50x30 mm i została wykonana haftem maszynowym za pomocą kolorowych nici. Zatwierdzenie odznaki, jako pamiątkowej ogłoszono w Dzienniku Rozkazów NW i MSWojsk. nr 2 z 23 kwietnia 1942 roku, poz. 13. |
|         | 1 Dywizja Pancerna (PSZ) Okrągła pomarańczowa tarcza z czarną obwódką; w środku czarny szyszak i skrzydło husarskie wystające ponad tarczę; podkład z sukna khaki. Zaprojektowana przez rtm. Stanisława Glassera/por. Adama Bunscha łączyła symbole ciężkiej jazdy polskiej: szyszak, skrzydło i tarczę husarską – z czarnymi i pomarańczowymi barwami broni pancernej. |
|         | 10 Brygada Kawalerii Pancernej Początkowo czerwony "maczek" z czasu kampanii francuskiej; od sierpnia 1942 roku nosiła godło 1 Dywizji Pancernej |
|         | 1 Dywizja Grenadierów / 2 Dywizja Grenadierów Pancernych / Dywizja Grenadierów Pancernych / 4 Dywizja Piechoty Oznaka ma postać szaro-stalowego granatu z nałożoną kratką i wydobywającymi się z niego czerwonymi płomieniami przedzielonymi trzema białymi smugami. Granat nałożony jest na prostokątny kładkę koloru khaki o wymiarach 90x50 mm. Naczelny Wódz rozkazem L.dz 1091/GM.43 z 19 lipca 1943 roku zatwierdził odznakę rozpoznawczą dla 1 Dywizji Grenadierów, a 10 października 1943 roku odznakę rozpoznawczą dla 2 Dywizji Grenadierów Pancernych (Kadrowej). |
|         | 16 Brygada Czołgów Szarozielony smok na owalu khaki; od 11 sierpnia 1942 roku używała godła 1 Dywizji Pancernej |
|         | 16 Brygada Pancerna Do 12 października 1943 roku używała godła 1 Dywizji Pancernej, a od 15 listopada 1943 do 13 lutego 1945 roku godła 2 Dywizji Grenadierów Pancernych) |
|         | 16 Samodzielna Brygada Pancerna Czarny smok na pomarańczowym owalu. "Smok", jako emblemat czołgów, sięgał tradycją do Armii Polskiej we Francji w 1919 roku. |
|         | 2 Korpus Polski Biała syrena warszawska na czerwonej tarczy z białą obwódką. Zatwierdzono ją w grudniu 1942 roku dla dowództwa Armii Polskiej na Wschodzie i oddziałów pozadywizyjnych a od 1944 dla całego Korpusu Polskiego. |
|         | Baza 2 Korpusu Biała syrenka warszawska na niebieskiej tarczy (od września 1944). |
|         | 3 Dywizja Strzelców Karpackich Oznaka przedstawia sylwetkę świerka wykonaną z zielonego sukna, naszytą na kwadratową płócienną podkładkę o wymiarach 50x50 mm, zszytą z białej i czerwonej części. Kontury świerka na tle czerwonym były obszyte grubą białą nicią. |
|         | 5 Kresowa Dywizja Piechoty Oznakę stanowił żubr na żółtej tarczy w brązowej obwódce. Symbol wybrano w wyniku konkursu ogłoszonego w rozkazie dywizyjnym 14 września 1942 roku. |
|         | 6 Lwowska Dywizja Piechoty/ 6 Lwowska Brygada Piechoty Oznakę stanowił wizerunek lwa zaczerpnięty z herbu Lwowa, trzymający w przednich łapach koło zębate, wewnątrz którego umieszczono ramię pancerne z mieczem. Na tle tarczy przedzielonej skośnie w górnej połowie czerwonej, w dolnej niebieskiej, znajduje się biały wizerunek lwa. Krawędzie tarczy są obrębione białą nicią. Oznakę przejęła 6 Lwowska Brygada Piechoty>. |
|         | 7 Dywizja Piechoty – oznaka w postaci czerwonego gryfa o żółtych szponach i takim samym dziobie umieszczonego w białym polu tarczy z granatową obwódką. |
|         | 2 Warszawska Brygada Pancerna / 2 Warszawska Dywizja Pancerna Jasnoszare "ramię pancerne" na podkładzie w kształcie ostrołuku z sukna khaki. Oznaka wzorowana była na głównym motywie przedwojennego znaku pancernego. |
|         | 2 Brygada Czołgów/ 2 Brygada Pancerna Czarny hełm rycerski z opuszczoną przyłbicą i pióropuszem, zwrócony na wprost, na pomarańczowym kwadracie. Oznaka nawiązywała do godła samochodów pancernych i pociągów pancernych z 1919 roku. |
|         | 14 Wielkopolska Brygada Pancerna Pierwotnie czarny słoń. Czarna pantera na ciemnożółtym podkładzie w kształcie ostrołuku. Miała zapewne jakieś koneksje z czołgiem niemieckim "Panterą". |
|         | Dowództwo Bazy i Etapów Armii Polskiej na Wschodzie Oznaka rozpoznawcza w postaci trzech połączonych kół koloru oksydowanego srebra na tle prostokąta koloru khaki 50x40 mm, Nie noszono jej na mundurze. Stanowiła znak na pojazdy mechaniczne, z tym że dokonano zmiany kolorystyki – koła czarne, prostokąt biało-czerwony. |
|         | Dowództwo Armii Polskiej na Wschodzie Odznakę wprowadzono rozkazem z 1 lutego 1944 roku. Na tarczy koloru niebieskiego brama z trzema wieżami barwy czerwonoceglastej, nad bramą orzeł w kolorze białym, obwódka tarczy biała. oznakę używały także oddziały pozakorpuśne. Do czasu zatwierdzenia dowództwo używało "Syrenki". |

Poza wielkimi jednostkami swoje znaki rozpoznawcze posiadało też kilka mniejszych jednostek.
| Grafika | Opis oznaki                                                                    |
| ------- | ------------------------------------------------------------------------------ |
|         | 22 Kompania Zaopatrywania Artylerii Wojtek - niedźwiedź niosący pocisk armatni |